# Jana Sjemjakina
Jana Volodymyrivna Sjemjakina (ukrainska: Яна Володимирівна Шемякіна), född 5 januari 1986 i Lvov i Ukrainska SSR i Sovjetunionen (nu Lviv i Ukraina) är en ukrainsk fäktare specialiserad på värja som vann brons vid Europamästerskapen 2009 och guld vid olympiska sommarspelen 2012.
Sjemjakina är student vid Lvivs statsuniversitet för idrott.[källa behövs]